# Capuchonvogel
De capuchonvogel (Perissocephalus tricolor) is een grote zangvogel uit de familie van de cotinga's (Cotingidae). Het is een monotypische soort binnen het geslacht Perissocephalus.

## Uiterlijke kenmerken
De capuchonvogel is een grote, gezette schreeuwvogel (suboscien) die een lengte kan bereiken van 40 centimeter. Hij behoort tot de grootste suboscine zangvogels, naast de Amazone-parasolvogel en de Ecuadorparasolvogel. Het verenkleed van de capuchonvogel is goudbruin dat overloopt in oranje op de buik en onderstaartovertrekken. De remiges en korte staart zijn zwart. Het meest opvallende kenmerk van de vogel is zijn kale, bijna gierachtige kop die bedekt is met een doffe blauwe huid. Juvenielen lijken sterk op volwassen exemplaren, met uitzondering van wat donzige veren op het hoofd.

## Gedrag en levenswijze
Capuchonvogels verzamelen zich in groepen waar ze 'zingen'. Het 'lied' is zeer merkwaardig en wel vergeleken met het verre geluid van een kettingzaag of (zoals aangegeven door de alternatieve naam 'kalfvogel') een loeiende koe. Ze eten voornamelijk fruit en insecten.

## Verspreiding en leefgebied
Deze vogel komt voor in de vochtige tropen in oostelijk Venezuela, de Guiana's en noordelijk Brazilië.

## Status
De grootte van de populatie is niet gekwantificeerd maar de soort wordt omschreven als schaars. Op de Rode lijst van de IUCN heeft deze soort de status niet bedreigd.